# Soldats du califat en Algérie
« Province d'Algérie » redirige ici. Pour les anciennes subdivisions de l'Algérie française, voir Provinces d'Algérie.
Les Soldats du califat en Algérie (arabe : جند الخلافة في أرض الجزائر, Jound al-Khilafah fi Ard al-Jazair), usuellement abrégé en Soldats du califat, Jound al-Khalifa ou Jund al-Khilafah, sont un groupe armé djihadiste salafiste, actif en Algérie, qui s'est fait connaitre par l'assassinat d'Hervé Gourdel. Il fait scission d'AQMI en septembre 2014 et prête allégeance à l'État islamique, auquel le nom « califat » fait référence. Bien que ne contrôlant aucun territoire, le groupe devient officiellement une « province » de l'État islamique : la province d'Algérie (Wilayat al-Jazaïr). En mai 2015, l'Armée nationale populaire algérienne affirme officiellement avoir éradiqué le groupe en éliminant leur chef et près de trente éléments combattants,.

## Création
En mars 2014, un groupe de combattants menés par Gouri Abdelmalek, dit Khaled Abou Souleïmane, émir de la région centrale en Algérie (c'est-à-dire de Kabylie) d'Al-Qaïda au Maghreb islamique (AQMI), commence à s'éloigner de l'organisation centrale. Le 4 juillet 2014, AQMI publie un communiqué dans lequel il rejette le califat proclamé par l'État islamique. Il dénonce notamment une proclamation faite « sans consultation avec les chefs des moujahidines ». Cette prise de position divise AQMI et le groupe algérien fait scission au milieu du mois de juillet.
En septembre 2014, ce groupe annonce son ralliement à l'État islamique et prête allégeance à Abou Bakr al-Baghdadi : « Vous avez au Maghreb islamique des hommes qui obéiront à vos ordres ». Le 14 septembre 2014, le groupe se baptiste Jound al-Khalifa, « les Soldats du califat ».

## Actions
Le 22 septembre 2014, le groupe revendique l'enlèvement d'Hervé Gourdel, un touriste français de 55 ans guide de haute montagne à Saint-Martin-Vésubie, dans le massif du Djurdjura près du village d'Aït Ouabane, dans la commune d'Akbil. Il menace de l'exécuter dans les 24 heures si la France ne cesse pas ses Opérations aériennes contre l'État islamique en Irak,.
Le gouvernement français refuse l'ultimatum et les recherches de l'armée algérienne ne donnent rien. Le 24 septembre 2014, les djihadistes de Jound al-Khalifa annoncent que l'otage a été décapité en diffusant la vidéo de son exécution.
Le soir du 22 décembre 2014, trois djihadistes sont tués par l'armée algérienne aux Issers, dont Abdelmalek Gouri, dit Khaled Abou Souleimane, le chef de Jound al-Khalifa,,. Son successeur, Abou Abdallah Othman al-Asimi, est tué à son tour le 19 mai 2015, au cours du Combat de Ferkouia.